# Шкиньский сельский округ
Шкиньский сельский округ — упразднённая административно-территориальная единица, существовавшая на территории Коломенского района Московской области в 1994—2003 годах.
Шкиньский сельсовет был образован в первые годы советской власти. По данным 1918 года он входил в состав Непецинской волости Коломенского уезда Московской губернии.
В 1926 году Шкиньский с/с включал село Шкинь и деревню Куземкино.
В 1929 году Шкиньский с/с был отнесён к Коломенскому району Коломенского округа Московской области. При этом к нему был присоединён Городище-Юшковский с/с.
18 мая 1931 года к Шкиньскому с/с был присоединён Борисовский с/с.
12 апреля 1952 года из Шкиньского с/с в Лыковский было передано селение Городище-Юшково, а в Непецинский с/с — селение Горностаево.
14 июня 1954 года к Шкиньскому с/с был присоединён Лыковский с/с.
1 февраля 1963 года Колменский район был упразднён и Шкиньский с/с вошёл в Коломенский сельский район. 11 января 1965 года Шкиньский с/с был возвращён в восстановленный Коломенский район.
17 августа 1965 года из Федосьинского с/с в Шкиньский были переданы селения Богдановка, Дубна, Коростыли, Мякинино, Печенцино, Подмалинки и Субботово. Одновременно из Шкиньского с/с в Никульский были переданы селения Городище-Юшково, Козино, Лыково, Новое и Семёновское.
3 февраля 1994 года Шкиньский с/с был преобразован в Шкиньский сельский округ.
28 декабря 1998 года в Шкиньском с/о посёлок рыбхоза «Осёнка» был переименован в посёлок Осёнка.
27 июля 2001 года из Шкиньского с/о в Федосьинский с/о были переданы селения Богдановка, Дубна, Коростыли, Мякинино, Печенцино, Подмалинки и Субботово.
23 сентября 2003 года Шкиньский с/о был упразднён, а его территория включена в Непецинский сельский округ.